# Ameca
Ameca è un comune del Messico, situato nello stato di Jalisco, il cui capoluogo è la località omonima.